# Milothris irrorata
Milothris irrorata là một loài bọ cánh cứng trong họ Cerambycidae.